# Estación Tucapel
Tucapel es un antiguo paradero ferroviario de Concepción. Es parte del ramal Rucapequén - Concepción. Actualmente está en desuso. El ramal actualmente se ocupa en el tramo Concepción - Lirquén para servicios de carga por los porteadores Ferrocarril del Pacífico S.A. (FEPASA) y Transporte Ferroviario Andrés Pirazzoli (Transap). La vía más allá de Lirquén no está habilitada, y entre Nueva Aldea y Rucapequén, se piensa en reactivar el tráfico, que estuvo activado en el tramo Rucapequén - Coelemu, hasta 1996. El ramal en su totalidad fue utilizado hasta fines de la década de 1980.
- Datos: Q5845236